# O Videota
Being There é um romance escrito por Jerzy Kosinski. Publicado em 1970, teve sua primeira edição brasileira em outubro de 1971 pela editora Artenova S.A. Foi adaptado para o cinema em 1979 com o título de Muito Além do Jardim. O roteiro foi escrito pelo próprio Kosinski.

## História
O livro conta a história de Chance ("chance", "oportunidade" em inglês). Após a morte da mãe de Chance em seu parto, ele foi adotado por um senhor, chamado somente de "O Velho" na história.
Chance nunca aprendeu a ler ou escrever. Passava seus dias cuidando dos jardins do Velho e vendo televisão, sua única ligação com o resto do mundo, pois nunca pôde sair da casa do Velho.
Quando o Velho morreu Chance teve que sair da casa, pois não havia nenhum testamento. Não havia também nenhum registro da existência de Chance. Ao sair para a rua, Chance é atropelado pela limousine da rica senhora Benjamin Rand, que resolve levá-lo para casa e tratá-lo, pois em sua casa há vários médicos particulares para cuidar da saúde de seu velho marido.
A senhora Benjamin Rand pergunta o nome de Chance e ele responde: "Chance, o jardineiro", ela entende Chauncey Gardiner  e lembra que conhece pessoas com esse sobrenome.
No decorrer da história, Chance responde tudo que o perguntam com a única coisa que ele conhece na vida: jardinagem e televisão. As pessoas acham que ele está usando metáforas ao falar de jardinagem quando perguntado sobre economia e acham isso genial. Até a senhora Benjamin Rand se apaixona por ele.
No fim do livro é insinuado que Chance assumiria o lugar do marido da senhora Benjamin Rand em seus negócios milionários.